# Eclissi solare del 6 aprile 1875
L'eclissi solare del 6 aprile 1875, di tipo totale, è un evento astronomico che ha avuto luogo il suddetto giorno attorno alle ore 06:37 UTC. La durata della fase massima dell'eclissi è stata di 4 minuti e 37 secondi e l'ombra lunare sulla superficie terrestre raggiunse una larghezza di 182 km; la totalità era visibile sulla punta meridionale dell'Africa, attraverso l'Oceano Indiano e attraverso l'Asia sud orientale. 
L'eclissi del 6 aprile 1875 divenne la prima eclissi solare nel 1875 e la 182ª nel XIX secolo. La precedente eclissi solare ebbe luogo il 10 ottobre 1874, la seguente il 29 settembre 1875.

## Osservazioni a fini scientifici

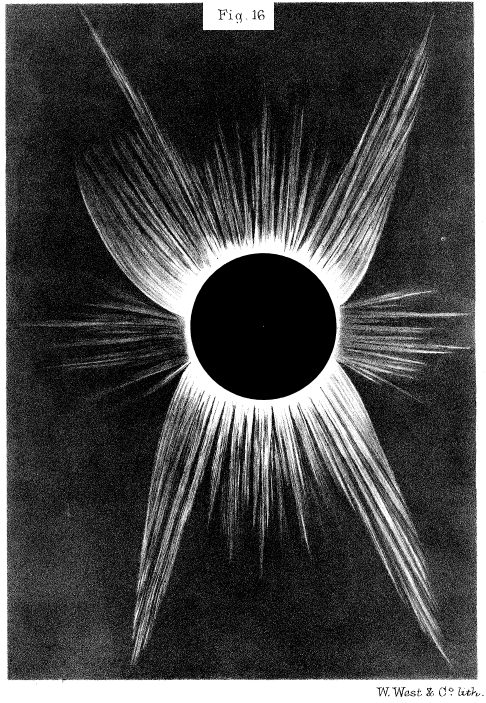
rappresentazione della corona solare

L'astronomo britannico Norman Lockyer e il tedesco Arthur Schuster hanno effettuato un lungo viaggio per osservare l'eclissi e misurare le linee spettrali per determinare gli elementi chimici elementari della corona solare.

## Eclissi correlate

### Ciclo di Saros 127
L'evento fa parte del ciclo di Saros 127, che si ripete ogni 18 anni, 11 giorni, contenente 82 eventi. La serie iniziò con l'eclissi solare parziale il 10 ottobre 991 d.C. Contiene eclissi totali dal 14 maggio 1352 al 15 agosto 2091. Non ci sono eclissi anulari in questa serie. La serie termina al membro 82 con un'eclissi parziale il 21 marzo 2452. La durata più lunga della totalità è stata di 5 minuti e 40 secondi il 30 agosto 1532. Tutte le eclissi di questa serie si verificano nel nodo ascendente della Luna.